# 정길화 (탁구 선수)
정길화(鄭吉和, 1935년? 1938년?~ )는 조선민주주의인민공화국의 탁구 선수였다. 대구에서 태어났다. 일본에 살던 만 12세 때 탁구를 시작했다. 1960년 북한으로 갔다. 1960년 8월 평양에서 열린 제1회 인민체육대회 탁구 개인 단식에서 우승했다. 1965년 유고슬라비아 류블랴나 세계선수권대회에서 북한팀 주장으로 참가, 단체 동메달을 획득하였다. 1980년대 선수 생활 은퇴한 뒤 평양시체육선수단 탁구 감독으로 국가대표팀을 이끌었다.

## 저서
- 탁구지식 300가지
- 탁구전서

## 기타
- 1950년대 후반 일본에서 선수생활을 할 당시 탁구 후진국이었던 남한 선수들에게 신기술을 알려주기도 해 국내 원로 탁구인들에게는 친근한 인물이다. 1958년 와세다대학교 재학 중 재일동포 선수 자격으로 한국에서 열린 종합선수권대회에 참가했다.
- 1950년대말 일본 탁구 순위 5위 안에 들었다.[4]
- 2000년 7월 평양에서 열린 삼성생명과 모란봉의 통일탁구대회 때 심판위원장을 맡았다.
- 막내 아들인 정광혁도 탁구 선수로 북한 대표팀 주전으로 활약했다. 정광혁은 2001년 일본 오사카에서 열린 제46회 세계탁구선수권대회에 북한 대표로 출전했다.[5]